# Emfizem pulmonar
Emfizemul pulmonar este o boală a plămânilor care produce alterarea respirației și reduce capacitatea de efort fizic, o stare patologica ireversibilă.
Este caracterizată:
- anatomic- prin creșterea peste normal a dimensiunilor spațiilor aeriene situate distal de bronhiolele terminale prin dilatația sau distrugerea pereților alveolari, pierderea elasticității pulmonare și creșterea volumului rezidual;
- funcțional- prin creșterea volumului rezidual pulmonar;
- clinic- dispnee.

Boala apare mai frecvent la persoanele cu vârsta de peste 50 de ani, de obicei la bărbați, cu debut insidios și greu de precizat după afecțiuni obstructive bronșice, care realizează obstacole în circulația aerului: bronșite cronice, astm bronșic, leziuni tuberculoase cronice, pneumoconioze. Factorul constitutional ar acționa prin slăbirea congenitală al țesutului conjunctivo-elastic pulmonar. Factorii menționați cresc conținutul aerian pulmonar și duc la pierderea elasticității pulmonare, cu ruperea capilarelor pulmonare. 